# Mariano Navarro Rubio
Mariano Navarro Rubio (Burbáguena, Terol, 14 de novembre de 1913 - Madrid, 3 de novembre de 2001) va ser Ministre d'Hisenda d'Espanya entre 1957 i 1965 durant la dictadura franquista, fou el principal propulsor del Pla Nacional d'Estabilització Econòmica i Governador del Banc d'Espanya.
Va formar part del «govern dels tecnòcrates», juntament amb Laureano López Rodó i Alberto Ullastres Calvo, va dur a terme una política de reestructuració econòmica del règim franquista, que es va traduir en el denominat «Miracle Econòmic» dels 60, període d'extraordinari creixement econòmic a Espanya, país que va experimentar una obertura sense precedents, atraient inversions i capital estranger, que va permetre el creixement de l'economia, després d'un llarg període de recessió econòmica, producte de les polítiques autàrquiques que es van aplicar en inici a la dictadura franquista. De fet, durant els vuit anys que Navarro Rubio va romandre en el Ministeri d'Hisenda, Espanya va experimentar un creixement econòmic comparable al dels seus veïns europeus, i fins a països com Japó.
Després de la seva sortida del Ministeri d'Hisenda, va ser designat Governador del Banc d'Espanya, l'any de 1965, exercint durant cinc anys, fins que va ser acusat en el cas Matesa, fet que provocà la seva renúncia i eventual retir de la vida pública.

## 1913-1957
Nascut a Burbáguena, Terol, el 14 de novembre de 1913, va cursar batxillerat als Escolapis de Daroca i va estudiar Dret a la Universitat de Saragossa. Va participar en la Guerra Civil en el bàndol nacional, més tard accedeix al Cos Jurídic Militar, en el qual aconseguirà el grau de general i exerceix com a professor en l'Acadèmia del Cos Jurídic. Va ser membre de l'Opus Dei.
El seu accés a la política es produeix a través dels sindicats verticals agraris, convertint-se en procurador en Corts pels Sindicats.

## Ministre d'Hisenda (1957-1965)
Va entrar al govern el 1957, al costat de Laureano López Rodó i Alberto Ullastres Calvo, formant un nou equip econòmic dins del govern d'Espanya que va apadrinar un tipus de política econòmica, lluny del autarquisme propi de la Falange. A través del Pla d'Estabilització es va tractar d'imposar una política econòmica que posés fre als desequilibris econòmics del passat, va propiciar una modernització de l'economia i de l'Administració espanyola. Durant el seu mandat es van produir les reformes tributàries de 1957 i 1964. Aquesta última va ser més general que la de l'any 1957 ja que, en primer lloc, va donar un apreciable gir a la imposició directa, retocant la contribució sobre la renda i els impostos de producte i a més va canviar apreciablement la tributació indirecta en crear l'Impost sobre el Tràfic d'empreses.

## Governador del Banc d'Espanya (1965-1970)
El 1965 a la seva sortida del Govern és nomenat Governador del Banc d'Espanya.
També el 1965, ordena la intervenció del petit Banc de Siero, fundat per Ramón Rato Rodríguez, sota l'acusació que servia de tapadora per a l'evasió de divises a Suïssa. La condemna, finalment, consistí en pena de tres anys de presó i multa de 176 milions de pessetes per a Ramón Rato, 44 milions al fill gran Ramón Rato Figaredo, multa de 5 milions per còmplices a Faustino Rato Rodriguez Sampedro, oncle patern dels germans Rato i a una sèrie de directius del banc.
Mariano Navarro exerceix el càrrec de Governador del Banc d'Espanya fins a 1970. Va ser processat en el cas Matesa, la qual cosa va provocar la seva sortida del Banc d'Espanya, tot i que fou indultat l'octubre de 1971.